# 3wPlayer

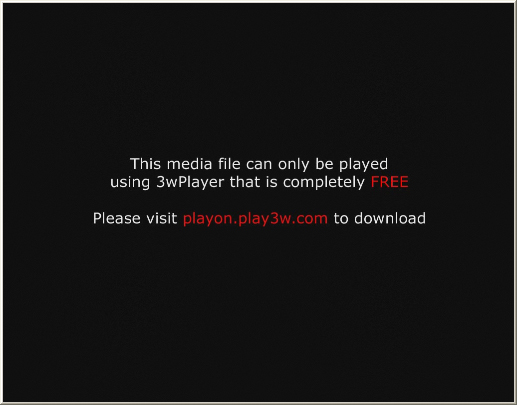
Missatge fals indicant que el fitxer AVI només es pot reproduir descarregant 3wPlayer

3wPlayer és un fals reproductor multimèdia que inclou troians informàtics que poden infectar els ordinadors amb Microsoft Windows.
Està pensat per a infectar usuaris que descarreguin música i vídeos, demanant-los que instal·lin 3wPlayer per a poder veure la pel·lícula o cançó descarregada. 3wPlayer utilitza, per tant, una forma d'enginyeria social per a infectar ordinadors.
Fitxers que podrien ser atractius a l'usuari, com ara pel·lícules acabades d'estrenar, són publicats mitjançant BitTorrent o altres programes de distribució de continguts multimèdia. Aquests fitxers apareixen com a fitxers AVI o MP3 convencionals (entre altres formats) però estan dissenyats per a presentar un missatge que dona indicacions de visitar el web de 3wPlayer per a descarregar-lo i així poder reproduir el fitxer.
3wPlayer està infectat amb el troià informàtic Trojan.Win32.Obfuscated.en.
Segons Symantec, 3wPlayer també pot descarregar el virus Adware.Lop, que instal·la una barra de menús i un botó de cerques a Internet Explorer.